# Roc des Bœufs
Le roc des Bœufs est un sommet du massif des Bauges, dans le parc naturel régional du massif des Bauges, sur les communes d'Entrevernes, La Chapelle-Saint-Maurice, et Saint-Eustache dans le département de la Haute-Savoie et Bellecombe-en-Bauges, dans le département de la Savoie.

## Géologie
Le roc des Bœufs constitue le chaînon ouest de la montagne d'Entrevernes. Son sommet est formé de calcaire urgonien. Le flanc oriental est constitué de dalles rocheuses abruptes et presque verticales. Le versant ouest présente sous des falaises calcaires un talus marneux forestier.

## Faune
On note la présence de chamois (Rupicapra rupicapra) et de la Bondrée apivore (Pernis apivorus).

## Flore
Les espèces protégées suivantes sont présentes :
- Arabette à feuilles de serpolet, Arabis serpillifolia Vill.
- Buplèvre à longues feuilles, Bupleurum longifolium L.
- Sabot de Vénus, Cypripedium calceolus L.
- Orobanche du sermontain, Orobanche laserpitii-sileris Reuter ex Jordan
- Polystic à aiguillons, Polystichum aculeatum (L.) Roth
- Primevère oreille d'ours, Primula auricula L.
- Pyrole à feuilles rondes, Pyrola rotundifolia L.
- Renoncule Thora ou renoncule vénéneuse, Ranunculus thora L.

## Protection environnementale
Le roc des Bœufs est classé zone naturelle d'intérêt écologique, faunistique et floristique de type I.

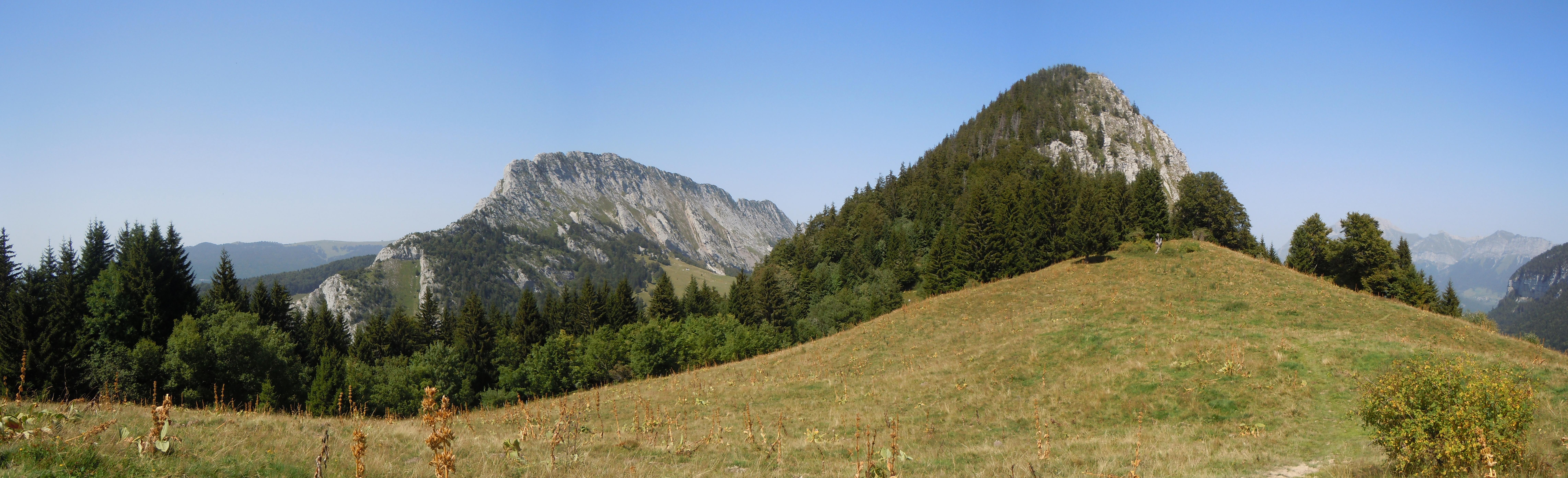
Vue du roc des Bœufs depuis le crêt du Char.